# تومي دينيسون
تومي دينيسون هو لاعب كرة قدم كندية كندي، ولد في 7 أكتوبر 1978.